# Slovenski tolkalni projekt
Slovenski tolkalni projekt (kratica SToP) je slovenska komorna glasbena skupina, ki jo sestavlja osem tolkalistov. Ustanovljena je bila leta 1999.
Za svoj poustvarjalni opus so leta 2014 prejeli nagrado Prešernovega sklada.

## Zasedba
- Matevž Bajde
- Marina Golja
- Damir Korošec
- Barbara Kresnik
- Franci Krevh
- Tomaž Lojen
- Davor Plamberger
- Dejan Tamše